# Horváth János (filológus)
Ifj. Horváth János (Budapest, 1911. október 7. – Budapest, 1977. február 3.) Kossuth-díjas (1955) magyar klasszika-filológus, irodalomtörténész, egyetemi tanár.

## Élete
1935-ben diplomázott a Budapesti Tudományegyetemen. 1941-ben doktorált.
1938-tól a Budapesti Egyetemen volt előadó. 1941-1942 között a müncheni egyetemen tanult középkori latin filológiát. 1962-től az ELTE tanára volt. 1972-től a latin tanszék vezetője volt Budapesten.
Főleg a magyarországi latin irodalommal foglalkozott, e területen úttörő munkásságot fejtett ki.

## Művei
- Calanus püspök és a Vita Attilae (1941)
- Árpád-kori latin nyelvű irodalmunk stílusproblémái (1954)
- Legrégibb magyarországi latin verses emlékeink (1956)
- A Gellért-legendák forrásértéke (1958)
- P. mester és műve (1966)
- Hess András: Chronica Hungarorum (műfordítás, 1973)
- Középkori kútfőink kritikus kérdései (szerkesztő, 1974)
- Anonymus és a Kassai kódex (1974)